# Mnesistega convexa
Mnesistega convexa är en fjärilsart som beskrevs av Edward Meyrick 1923. Mnesistega convexa ingår i släktet Mnesistega och familjen stävmalar. Inga underarter finns listade i Catalogue of Life.